# 歐倫娜·澤倫斯卡
歐倫娜·弗拉基米羅芙娜·澤倫斯卡（羅馬化：Olena Volodymyrivna Zelenska；1978年2月6日—），婚前姓基亞什科（Кияшко，羅馬化：Kyiashko），現任烏克蘭第一夫人，是弗拉基米爾·澤倫斯基總統的妻子。2019年12月，澤倫斯卡位列乌克兰《焦點雜誌》100位最具影響力的烏克蘭人排名第30位。2022年，澤倫斯卡被美国前国务卿希拉里授予2022年“希拉里·罗德姆·克林顿奖”，以表彰其不懈努力团结世界支持乌克兰及其争取自由、民主及生存的斗争。

## 生平
歐倫娜·澤倫斯卡1978年2月6日出生在烏克蘭中部城市克里維里赫，大学就读于克里維里赫國立大學土木工程学院建筑系，后成为95街区工作室编剧。
2019年5月20日，伴随着泽连斯基就任第六任乌克兰总统，泽连斯卡娅成为乌克兰第一夫人。11月18日，泽连斯卡娅亮相《Vogue》杂志乌克兰12月号封面。在杂志的采访中，泽连斯卡娅提出任内首项倡议——改革乌克兰学校的营养制度。在她的倡议下，制度改革就此展开，CultFood的主厨叶夫根尼·克洛波坚科设计了一套全新的学校餐单。随后的改革涉及到庞大的工程，从改善膳食质量及营养价值，再到改善学校膳食来源的食品安全。升级过的餐单有160样菜品，既有传统的乌克兰菜式，也有其他国家的热门菜式。新的食物标准得到乌克兰政府批准，2021年9月1日施行。
2019年12月，在第三届乌克兰女性大会的演说中，泽连斯卡娅提出乌克兰加入七大工业国组织的性别平等国际倡议比亚里茨合作方案（Biarritz Partnership）。相关方案于2020年9月成型。2020年11月到2021年9月，泽连斯基在第四届和第五届乌克兰女性大会演讲。女性大会是联系乌克兰及海外公众人物、政治人物、政府官员、专家及性别平等意见领袖的平台。
2020年1月13日，泽连斯基将歐倫娜加入到文化部长弗拉基米尔·博罗季安斯基主管的米斯特茨基兵工厂国家艺术和文化博物馆综合大楼董事会。
2020年6月，泽连斯卡娅提出要在全世界推广乌克兰语、在全球各地标性景点（尤其是全球最大博物馆）引入乌克兰语音频导游的倡议。在计划的带动下，11条乌克兰语导游音频在阿塞拜疆、奥地利、意大利、拉脱维亚、土耳其及蒙特內哥羅的博物馆上线，此外还包括立陶宛的两条公交线路。2021年，又有美国国父乔治·华盛顿故居维农山庄博物馆、旧金山美术馆、凡尔赛宫、腓特烈堡城堡圣家堂、加拉达石塔漢德瓦薩之家和安纳托利亚文明博物馆推出乌克兰语音频导航。
2020年5月，泽连斯卡娅与乌克兰数字化转型部和乌克兰社会政策部共同发布一份创建无障碍社会的调查问卷。2020年12月，数字化转型部和联合国开发计划署驻乌克兰办事处表示会响应无障碍社会号召，为弱势群体创建便捷的服务目录，在国家门户网站“行动”的“行动。无障碍”栏目中公布。

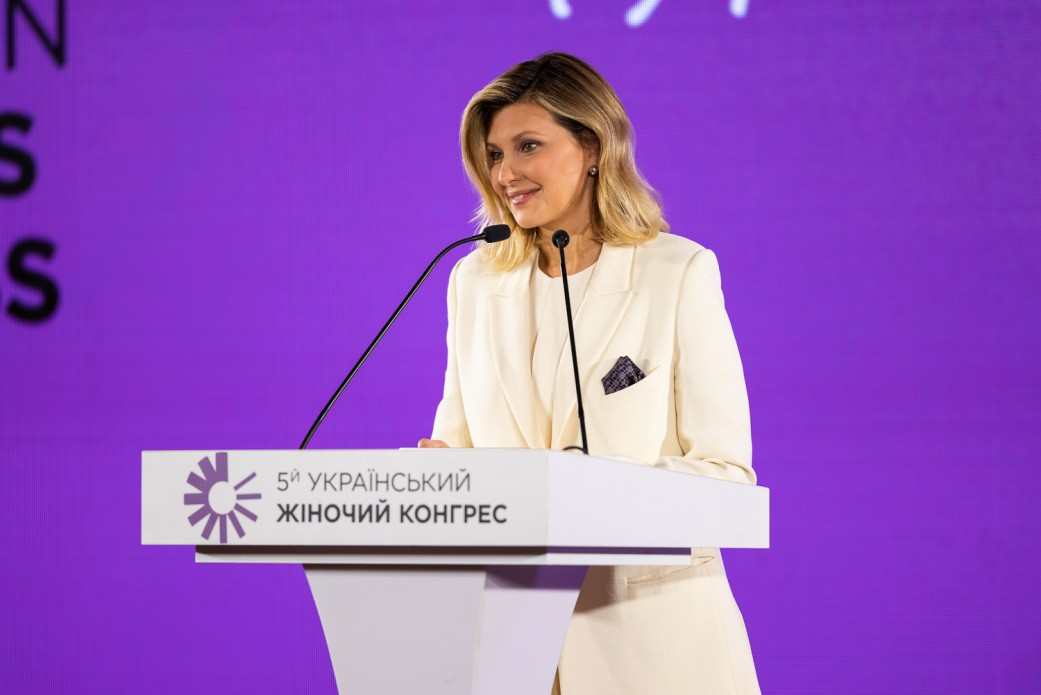
出席第五届乌克兰妇女大会

2021年8月，泽连斯卡娅发起第一夫人与第一先生基辅峰会，主题定为“新现实中的软实力”。
2022年3月15日，泽连斯卡接受美国广播公司书面采访，呼吁俄罗斯停止对乌克兰的入侵，敦促美国与欧盟盟友对俄罗斯采取更为严厉的制裁措施，并在俄罗斯设立禁飞区。
2022年5月8日，适逢母亲节，泽连斯卡娅陪同到访的美国第一夫人吉尔·拜登访问临近斯洛伐克边境的乌克兰城市乌日霍罗德，慰问流离失所的乌克兰学童。

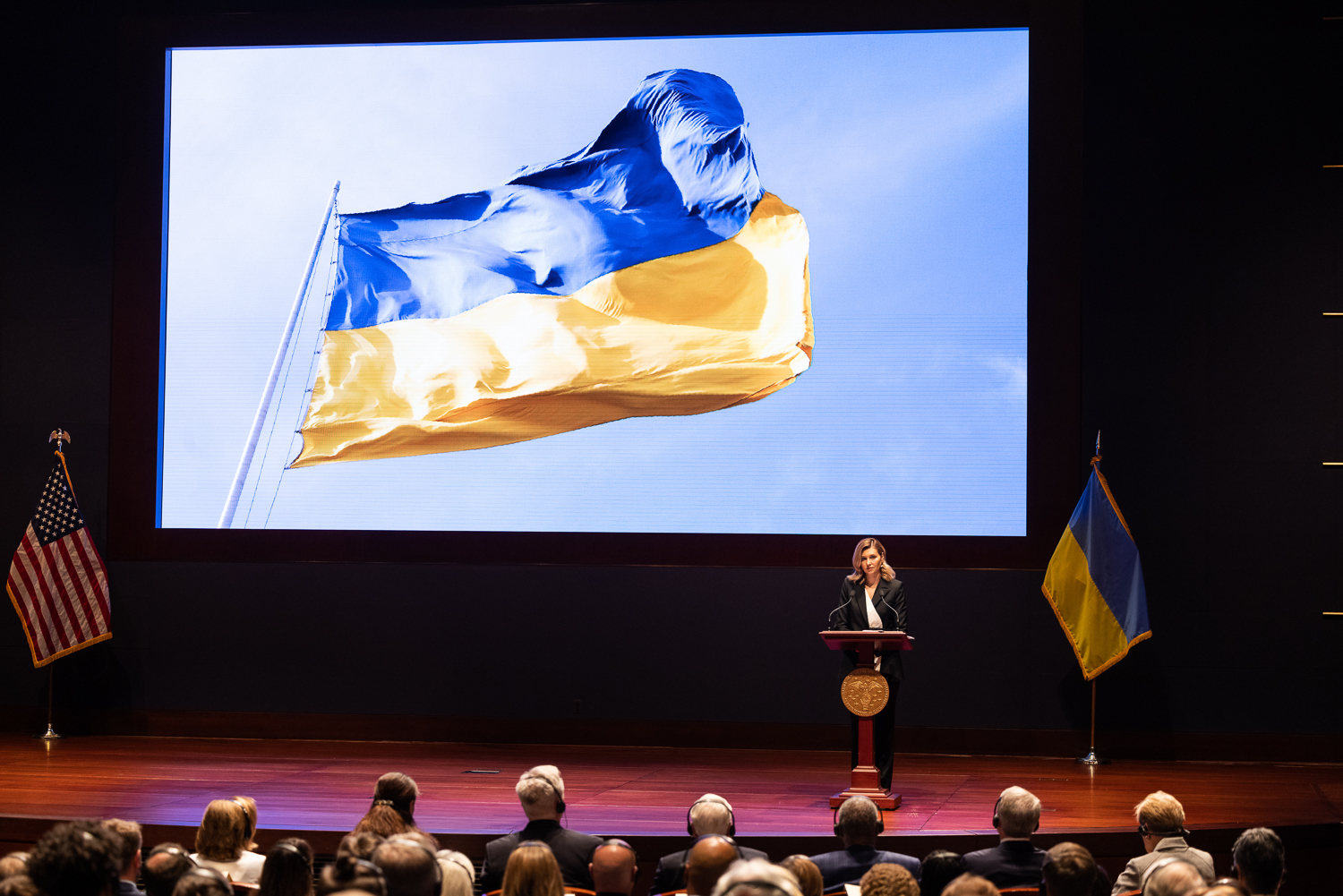
澤倫斯卡在美国国会演讲

2022年7月19日，应美国第一夫人吉尔·拜登邀请，澤倫斯卡对美国展开访问。访问首日，澤倫斯卡会见了美国国务卿安东尼·布林肯、美国国际开发署署长萨曼莎·鲍尔。第二天，澤倫斯卡在白宫与吉尔·拜登会面，美国总统乔·拜登与副总统贺锦丽在白宫门廊会见了澤倫斯卡。澤倫斯卡在共产主义受害者纪念雕像前接受了颁发给全体乌克兰人民的异议人士人权奖（Dissident Human Rights Award）。澤倫斯卡来到美国国会发表演讲，呼吁各方向乌克兰武装部队提供支援，协助他们抵抗俄罗斯入侵，澤倫斯卡成为二十一世纪第一位在美国国会发表演讲的夫人。澤倫斯卡在演讲开头致敬了被战争打破的家庭及和平局面，期间展示了多位受害者的照片及视频，包括在文尼察空袭丧生四岁女孩丽莎·德米特里耶娃（Liza Dmytriyeva）的照片、克雷門丘克購物中心導彈襲擊遇害者的照片及视频，以及其他几位广为人知的受害者。

## 个人生活

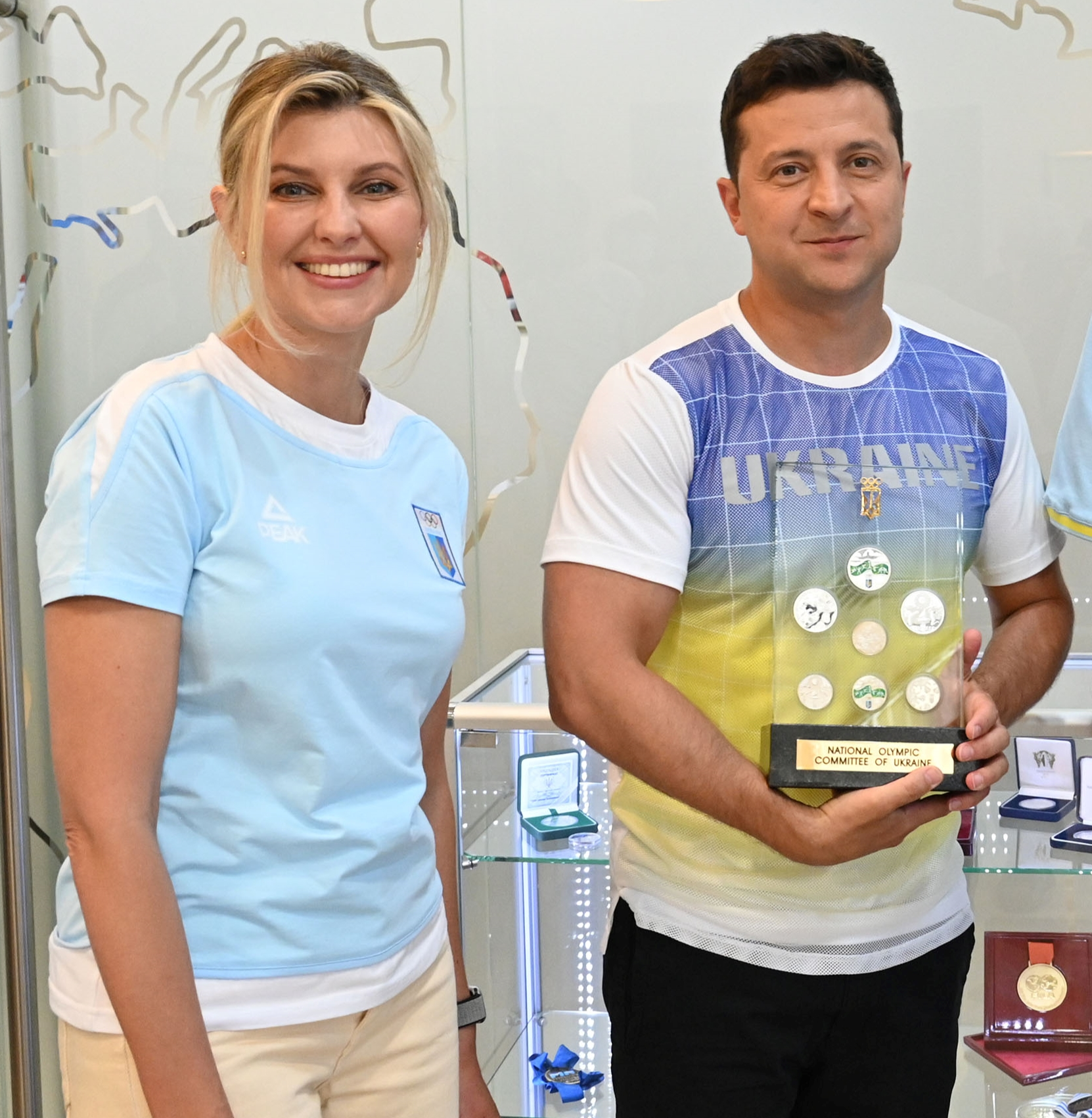
歐倫娜·澤倫斯卡和弗拉基米尔·泽连斯基伉儷合影

泽连斯卡娅和后来的丈夫泽连斯基是校友，但不认识。泽连斯基曾表示认识妻子的很多同班同学，唯独不认识她。两人在泽连斯基就读克里維里赫國立大學时才认识。
夫妇俩的感情状态较为慢热，相恋八年后于2003年9月6日结婚。2004年7月15日，大女儿亚历山德拉出生，2013年1月21日，小儿子基里尔出生。

## 荣誉
- 《Elle》巾帼百名（《Elle》雜誌，2022年11月9日）
- 《Wprost》（英语：Wprost）ShEO獎（《Wprost》雜誌，2022年）[47]
- BBC巾帼百名（英國廣播公司，2022年12月）
- 希拉里·罗德姆·克林顿獎（乔治城妇女、和平与安全研究所（英语：Georgetown Institute for Women, Peace and Security），2022年12月6日）

## 外部連結
- 维基共享资源上的相關多媒體資源：歐倫娜·澤倫斯卡

| 榮銜                   | 榮銜                       | 榮銜        |
| ---------------------- | -------------------------- | ----------- |
| 前任： 瑪麗娜·波羅申科 | 烏克蘭第一夫人 2019年–至今 | 繼任： 現任 |